# Censura cinematografica
La censura cinematografica è il complesso di procedimenti attraverso il quale una autorità o un ente attuano il controllo preventivo, in itinere, o successivo alla uscita di un'opera cinematografica, limitando o negando la sua proiezione in pubblico.

## Normative nel mondo

### Italia
Dalla fondazione del Regno d'Italia, lo Stato si è sempre riservato la possibilità di intervenire sui contenuti di rappresentazioni pubbliche, ancora prima della nascita del cinematografo. Risale al 1913 la prima legge che introduceva un vero e proprio intervento censorio sulle proiezioni, allo scopo di impedire la rappresentazione di spettacoli osceni o impressionanti o contrari alla decenza, al decoro, all'ordine pubblico, al prestigio delle istituzioni e delle autorità. Negli anni successivi, il regime fascista confermò le disposizioni precedenti, intuendo fin dall'inizio le potenzialità del cinema come mezzo di comunicazione e utilizzandolo spesso a fini di propaganda politica.
La Legge 161/1962 in vigore, pur apportando modifiche, mantenne l'impianto delle Commissioni di censura, definite dalla legge "Commissioni per la revisione cinematografica" (sette, e facenti capo al Dipartimento dello Spettacolo del Ministero per i Beni e le Attività Culturali). Nel 1998, dopo la soppressione del Ministero del Turismo e dello Spettacolo, le funzioni sono state delegate al nuovo Ministero per i Beni e le Attività Culturali. Sempre nel 1998 veniva abrogato l'art. 11, rimuovendo quindi la censura dalle opere teatrali. Nel 2021 il ministro Dario Franceschini ha abolito la censura cinematografica in Italia. L’intervento, ai sensi della Legge Cinema, introduce il sistema di classificazione e supera definitivamente la possibilità di censurare le opere cinematografiche: non è più previsto il divieto assoluto di uscita in sala né di uscita condizionata a tagli o modifiche.

### Stati Uniti
Negli USA non esiste censura cinematografica governativa, ma la classificazione dei film viene fatta direttamente dall'MPAA, Motion Picture Association of America, che raggruppa i 5 grandi studios di Hollywood: (Warner Bros. Pictures AOL Time Warner), (Buena Vista Distribution e Twentieth Century Fox Walt Disney), Sony Pictures, Paramount Pictures, (Universal Studios NBC Universal).
L'MPAA attribuisce ai propri film 5 tipologie di classificazione:
- Rated G: General audience, sono ammessi spettatori di tutte le età.
- Rated PG: Parental guidance suggested, suggerito l'accompagnamento dei genitori, alcuni contenuti potrebbero non essere adatti per i bambini.
- Rated PG-13: Si richiama fortemente l'attenzione dei genitori, alcuni contenuti potrebbero essere inappropriati per bambini al di sotto dei 13 anni.
- Rated R: Restricted, al di sotto dei 17 anni è necessario essere accompagnati da genitori o da un adulto.
- NC-17: Non è consentito l'ingresso ai minori di 17 anni.

Questa classificazione è composta da marchi protetti e può essere applicata solo ai film delle sette major. La classificazione X-rated, che non è mai stata registrata, veniva utilizzata inizialmente anche per film con contenuto per un pubblico adulto quali Arancia meccanica. Poiché l'industria della pornografia ha iniziato ad utilizzare questa classificazione per i propri film, le major l'hanno sostituita nel 1990 creando il marchio registrato NC-17.